# Hopkinton (Iowa)
Hopkinton es una ciudad ubicada en el condado de Delaware en el estado estadounidense de Iowa. En el Censo de 2010 tenía una población de 628 habitantes y una densidad poblacional de 390,45 personas por km².

## Geografía
Hopkinton se encuentra ubicada en las coordenadas 42°20′35″N 91°14′55″O / 42.34306, -91.24861. Según la Oficina del Censo de los Estados Unidos, Hopkinton tiene una superficie total de 1.61 km², de la cual 1.61 km² corresponden a tierra firme y (0%) 0 km² es agua.

## Demografía
Según el censo de 2010, había 628 personas residiendo en Hopkinton. La densidad de población era de 390,45 hab./km². De los 628 habitantes, Hopkinton estaba compuesto por el 99.04% blancos, el 0% eran afroamericanos, el 0% eran amerindios, el 0% eran asiáticos, el 0% eran isleños del Pacífico, el 0.32% eran de otras razas y el 0.64% pertenecían a dos o más razas. Del total de la población el 0.8% eran hispanos o latinos de cualquier raza.